# Федон (Платон)
«Фе́дон» (др.-греч. Φαίδων) или «О Душе́» (др.-греч. Περὶ ψυχῆς) — сократический диалог Платона 360-х годов до н. э. Назван по имени одного из учеников Сократа и основателя элидо-эретрийской философской школы Федона. Сочинение представляет собой рассказ Федона членам флиунтского пифагорейского общества о последнем дне жизни Сократа. Сам Платон отсутствовал при описываемых им событиях. По современным оценкам в диалоге представлены философские мысли Платона, а не Сократа, от имени которого ведётся их изложение.
В день перед казнью Сократа, который по решению суда должен был выпить яд, к нему в тюрьму приходят ученики. Список упомянутых в «Федоне» лиц имеет большое значение для истории философии. Они представляют так называемый «круг Сократа» — тех, кого в специальной литературе называют «сократиками». В отличие от своих последователей Сократ преисполнен спокойствия. Он утешает учеников, которые оплакивают его скорую кончину.
Текст диалога представляет изложение, от имени Сократа, представлений о природе и бессмертии души, поднимает важные этические проблемы недопустимости самоубийства, необходимости вести достойную жизнь. В изложении Платона «душа» представляет некую простую и неделимую, противоположную идее смерти, субстанцию. В момент смерти она отделяется от тела для того, чтобы спуститься в Аид, где в зависимости от её «чистоты» получит соответствующее воздаяние. Впоследствии «душа» вновь возродится в новом облике. Сократ приводит четыре доказательства бессмертия души. Он рассказывает о необходимости прижизненной подготовки души к отделению от тела, чего можно достичь изучением философии и отказом от телесных удовольствий.
Диалог «Федон» проникнут идеями пифагореизма, с которым Платон был хорошо знаком, а также содержит неатрибутированные выдержки из сочинений Демокрита. «Федон» оказал существенное влияние на развитие мировой философии. К нему в древности обращались политики и философы, в том числе и Марк Порций Катон Младший перед вынужденным самоубийством. Христианские богословы видели в идеях Платона прямое влияние «божественного» слова, изложенного в Ветхом Завете. Одновременно они критиковали представленное в «Федоне» учение о переселении души и её предсуществовании до рождения. В Новое время идеи Платона получили дальнейшее развитие в философии Лейбница и Канта. Другой немецкий философ, Фридрих Ницше, увидел в «Федоне» признаки вырождения и упадка древнегреческой цивилизации.

## Место, время и обстоятельства

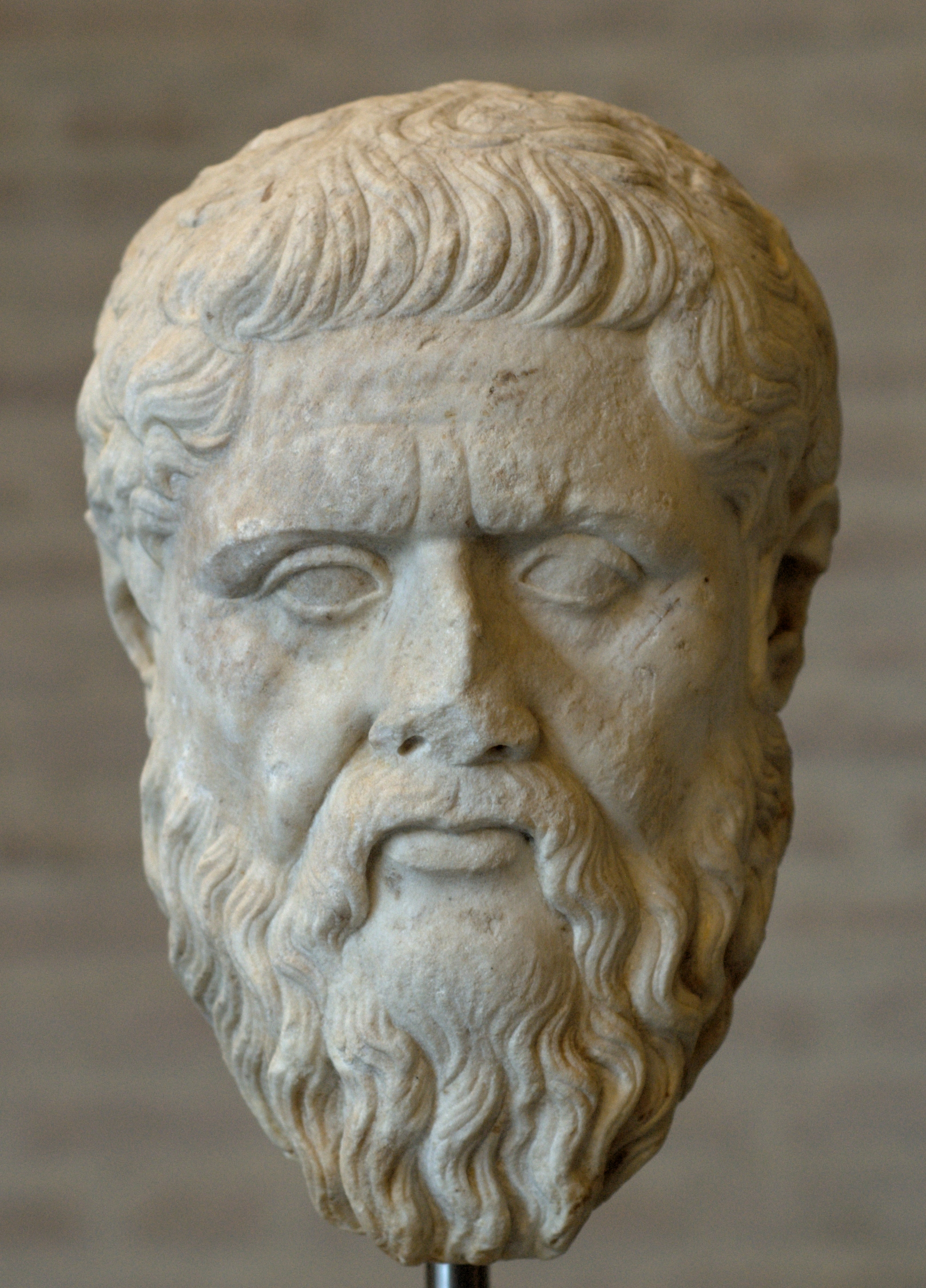
Платон написал диалог «Федон» в 360-х годах до н. э.
Римская копия с греческого оригинала из мюнхенской Глиптотеки

Диалог происходит во Флиунте — небольшом городе на северо-восточном побережье Пелопоннеса. Незадолго до этого в Афинах казнили Сократа. Самый младший из его учеников Федон после смерти учителя возвращается на родину в Элиду на северо-западе Пелопоннеса. По пути он остановился во Флиунте, где посетил собрание местной группы пифагорейцев. Флиунтцы уже слышали о казни, но не знают деталей. Им интересно узнать подробности о последних часах жизни Сократа. Федон не только соглашается, но и подчёркивает, что «для меня нет ничего отраднее, как вспоминать о Сократе, — самому ли о нём говорить, слушать ли чужие рассказы». Представителем пифагорейцев, с которым общается Федон, является Эхекрат.
Смертный приговор Сократу был вынесен весной 399 года до н. э. За день до суда из Афин на Делос был отправлен священный корабль. До тех пор пока он не вернётся, город должен был оставаться «чистым». Ни один смертный приговор не мог быть приведён в исполнение. Соответственно от момента вынесения решения судом до казни прошёл месяц. От смерти Сократа до посещения Федоном Флиунта прошло немного времени, так как для местных жителей событие, согласно тексту диалога, представляло свежую новость. На этих основаниях можно предположить, что действие диалога происходит летом 399 года до н. э. Федон рассказывает о последнем разговоре Сократа в день казни в камере заточения. По всей видимости тюрьма, в которой сидел Сократ, находилась рядом с народным судом дикастерием на афинской агоре. На основе анализа творчества Платона антиковед А. Ф. Лосев датирует написание диалога 370—360 годами до н. э., Т. Эберт — 366 годом до н. э. или немногим позже. Сходные даты указывают и другие исследователи творчества Платона
По утверждению Афинея, сам Федон, прочитав трактат, сказал: «ни я ему ничего такого не говорил, ни от него не слышал». Платон отсутствовал при последнем разговоре Сократа с учениками. Учёные считают, что в диалоге представлены в первую очередь философские идеи Платона, а не Сократа, от имени которого ведётся их изложение. Выбор Сократа в качестве главного рассказчика закономерен. Мёртвому учителю можно приписать совокупную мудрость нескольких поколений. Возможно, одним из мотивов Платона было желание избежать обвинений в аморальности и безбожии, в случае если кому-либо из афинян выводы диалога покажутся нечестивыми. От подобных обвинений пострадала целая плеяда мыслителей от Анаксагора до Сократа. Приписывать свои нетрадиционные мысли мёртвому учителю было вполне безопасно. В любой момент можно было бы заявить, что данные утверждения принадлежат Сократу, а я всего лишь мемуарист. Также в научной среде возникает вопрос: «Почему из всех учеников Сократа рассказчиком был выбран именно Федон?» Существует несколько гипотез. По одной, Платон отдавал дань уважения своему другу, по другой — специально взял самого незначительного из всех учеников Сократа, чтобы его личность не заслоняла учителя. В диалоге Федон представлен молодым и неопытным, но уже посвящённым в основы философии учеником. Возможно, именно неопытность и молодость стали основными факторами, обусловившими выбор Платона. Ещё по одной версии Платон писал свой диалог в то время, когда Федон был уже сформировавшимся философом, а в трактате нашли отображение мысли реального исторического персонажа.

## Композиция
Вступление
Диалог начинается словами пифагорейца Эхекрата: «Скажи, Федон, ты сам был подле Сократа в тот день, когда он выпил яд в тюрьме, или только слышал обо всем от кого-нибудь еще?» Получив утвердительный ответ, Эхекрат просит рассказать собеседника о последних часах жизни знаменитого философа. Весь последующий текст диалога представляет рассказ Федона. Сначала он перечисляет учеников, которые пришли, либо по каким-то причинам не смогли в этот день, проститься с учителем. Сократ, когда с него сняли оковы, говорит о высшем единстве удовольствия и страдания. Ведь без страдания от кандалов он не ощутил бы радость от их снятия. Затем он рассказывает, что стал перелагать в стихи басни Эзопа, так как это от него требовали некие высшие силы в сновидениях. Далее следует разговор о недопустимости самоубийства.
Душа и тело с точки зрения познания истины
Сократ утверждает, что сущность вещей и истину можно познать только «чистым» мышлением. Тело не только мешает этому процессу, но и является источником неисчислимых бед. Необходимые для тела пропитание, а также пристрастия мешают созерцанию. Философ, который всю жизнь посвятил поиску истины, не должен бояться смерти. Более того избавление души от тела поможет найти истину — то, к чему философ стремился всю жизнь. После смерти Сократ предполагает найти добрых владык и друзей. Кебет высказывает сомнение относительно того, существует ли душа после смерти тела: «Они опасаются, что, расставшись с телом, душа уже нигде больше не существует, но гибнет и уничтожается в тот самый день, как человек умирает. Едва расставшись с телом, выйдя из него, она рассеивается, словно дыхание или дым, разлетается и её уже решительно больше нет.». В ответ Сократ начинает приводить четыре доказательства бессмертия души.
Аргумент первый. Взаимопереход противоположностей
Вначале Сократ рассказывает о переселении душ, а затем приводит логическую аргументацию её существования основанную на диалектике. Если есть «большее», то должно быть и «меньшее», относительно которого и могло возникнуть «большее». То же самое относится и к понятиям тёплого/холодного, сухого/влажного, сна/бодрствования, а также, что главное, жизни и смерти. Если бы не существовало постоянного перехода одного в другое, то вскоре всё бы стало смертью. Так как этого не происходит, а наоборот, кто-то постоянно рождается и умирает, то логично, со слов Сократа, предположить космический круговорот душ из живого в мёртвое, а затем снова в живое состояние.
Аргумент второй. Знание как припоминание того, что было до рождения человека
Сократ описывает процесс воспоминания. Для того, чтобы отождествить между собой различные предметы человек должен иметь понятие равенства, каковое только вспоминается. Следовательно, согласно изложению Сократа, оно, как и понятия прекрасного, доброго, справедливого и другими подобными, является врождённым. А раз так, то душа их приобрела ещё до рождения. Соединив данное утверждение с предыдущим о взаимопереходе противоположностей, он утверждает, что наши души существовали до рождения и будут существовать после смерти.
Аргумент третий. Самотождество идеи (эйдоса) души
Сократ доказывает, что душа, в отличие от тела, представляет нечто единое, постоянное и неизменное. «Сложное», состоящее из множества частей, тело подлежит уничтожению и разложению, «простая» и единая душа — нет. Если при жизни душа воздерживалась от телесных вожделений и следовала разуму, то в потустороннем мире она должна получить награду, в противном случае — наказание, в виде переселения в грубые животные тела. Далее следует небольшая интермедия, в которой двое учеников Симмий и Кебет высказывают сомнения относительно сократового учения о душе. Сомнения Симмия основаны на тезисе о подобии души и «гармонии звуков». Если портится лира, то погибает и гармония её звуков. Сократ говорит, что душу нельзя сравнивать с гармонией лиры, так как она существовала и до рождения. Гармония лиры возникает лишь после создания музыкального предмета. Сомнения Кебета касаются того, что если душа существует вне тела ещё до рождения, то ещё неизвестно будет ли она «жить» после смерти. Весьма возможно, что она смертна, либо изнашиваема, как плащ, который хоть и меняет многих владельцев раньше или позже перестанет существовать. На этот вопрос Сократ отвечает в следующей части.
Аргумент четвёртый. Теория души как эйдоса жизни
Сократ рассказывает о своём увлечении в молодости натурфилософией и учением Анаксагора. Далее идёт изложение сути платоновского учения о причинах. Если к единице прибавить ещё единицу, то получится двойка. Та же двойка образуется и при разделении единицы на две части. Соответственно причиной получения двойки являются не увеличение, либо разделение, а то, что существует в ней само по себе. Характеристика вещи определяется её причастностью к тем или иным идеям. Так, двойка причастна к идее чётности, огонь — тепла, а снег — холода. На примере Симмия, который одновременно ниже Федона и выше Кебета, Сократ показывает, что он одновременно причастен идеям большого и малого. Однако это не означает, что идеи смешиваются или переходят одна в другую; это значит только, что в данном случае идеи берутся в качестве относительных, а не абсолютных, величин. Переходить одно в другое может только то, что подчинено идеям, но не сами идеи. Если подчинённое одному понятию начинает подчиняться другому противоположному, то первое отступает или гибнет в данном предмете. Хоть огонь и снег, двойка и тройка не являются противоположными сущностями, они причастны к противоположным идеям. Поэтому снег при встрече с огнём теряет идею холода, а двойка при добавлении единицы — идею чётности. То же самое можно, в изложении Платона, сказать и о душе. Душа, в качестве жизни тела, несовместима с его смертью. Одновременно, как идеи тепла и холода не погибают при встрече снега и огня, так и душа остаётся жить при смерти тела. Однако будучи противоположной смерти она должна покинуть тело, так как одновременно данные идеи в одном предмете сосуществовать не могут.
Этические выводы из учения о душе
Сократ рассказывает о посмертном пути души. У праведников она занимает соответствующее место в Аиде. Душа грешника несёт «язвы», совершённых при жизни, преступлений. Демоны насильно тащат такие души туда, где они будут испытывать муки и страдания. Через некоторое, обычно длительное, время их возвращают обратно на землю в ту оболочку, которую они заслужили.
Космологические выводы из учения о душе
Сократ описывает природу Земли. В его понимании она представлена шаром, который в равновесии покоится в космосе. Люди живут в одной из её многочисленных впадин, как бы на дне моря, не имея возможности выйти за пределы отведённого им пространства. «Истинная» Земля расположена в эфире. В изложении Сократа она представляет античный аналог христианского Рая Элизий. Далее идёт описание мифологической геологии Аида со всеми его реками и озёрами. Мёртвые души, в зависимости от прегрешений претерпевают различные по силе и продолжительности муки.
Заключение. Смерть Сократа
В последней части диалога описаны приготовление Сократа к смерти, напутствие ученикам быть добродетельными и особо не переживать по поводу смерти учителя. После прощания с учениками и семьёй Сократ спокойно выпил чашу с ядом, которую ему принёс служитель тюрьмы. Описана сцена смерти Сократа на руках Критона, а также последние слова философа: «Критон, мы должны Асклепию петуха. Так отдайте же, не забудьте!»

## Участники
В самом начале произведения Федон перечисляет учеников Сократа, которые пришли проститься с учителем. Отдельно он отмечает тех, кто по каким-либо причинам не смогли прийти. Этот список имеет большое значение для истории философии. Перечисленные в нём люди составляют так называемый «круг Сократа» — тех, кого в специальной литературе называют «сократиками».
Федон, который ведёт повествование, родился около 417 года до н. э. в знатной элидской семье. В возрасте около 17 лет его родной город захватили спартанцы. Федон попал в плен, а затем был продан в рабство владельцу афинского публичного дома. Юношу заметил Сократ, когда тот слушал его разговоры с учениками. Философ попросил, по разным версиям, Алкивиада, Критона или Кебета, выкупить Федона. После освобождения из рабства он вошёл в круг учеников Сократа.
Перечисление учеников Сократа приведено в той последовательности, в какой они упомянуты в тексте диалога.
Аполлодор Фалерский — один из наиболее преданных учеников Сократа. Родился около 429 года до н. э. в богатой афинской семье из дема Фалерон. Сначала занимался, причём успешно, торговлей. Около 403 года до н. э. встретил Сократа, бросил торговлю и посвятил себя философии. Современники характеризовали его как «простодушного человека» и «бесноватого». В «Воспоминаниях о Сократе» Ксенофонта Аполлодор и Антисфен названы учениками, которые никогда не отходят от Сократа. Во время суда над Сократом вместе с другими учениками (Критон) предлагал уплатить за учителя штраф в 30 мин. Ксенофонт связывает с Аполлодором знаменитый ответ Сократа по поводу его приговора. Когда он причитал, что Сократ осуждён несправедливо, тот улыбнулся и сказал: «А тебе, дорогой мой Аполлодор, приятнее было бы видеть, что я приговорён справедливо, чем несправедливо?». Согласно позднеантичной традиции, что не нашло отображение у Платона, Аполлодор предложил Сократу, перед тем как тот выпил яд, заменить старый плащ нарядным новым. На это философ ответил: «Неужели мой собственный плащ годился, чтобы в нём жить, и не годится, чтобы в нём умереть?».
Критобул с отцом Критоном. Критон был богатым афинянином, ровесником и самым старшим из учеников Сократа. По одной из версий, он первым увидел в Сократе мудреца, после чего стал помогать тому материально. Эта щедрость Критона позволила Сократу посвятить себя философии, не отвлекаясь на другую работу. Со своей стороны Сократ обучал сына Критона Критобула, помог ему своими советами избавиться от пристального внимания профессиональных доносчиков сикофантов. После осуждения Критон был готов подкупить стражу, чтобы освободить Сократа. Далее его планировали перевезти в Фессалию, где у Критона были преданные друзья.
Гермоген — незаконнорождённый сын богатейшего гражданина Древних Афин Гиппоника. После смерти отца жил в бедности. Сократ помог Гермогену, убедив одного из своих учеников приобрести «помощника добровольного, благожелательного, привязанного, который не только способен исполнять приказания, но может и по собственной склонности быть полезным». Перед судом убеждал Сократа отнестись к предстоящему процессу со всей серьёзностью, так как невиновность не является гарантией оправдательного приговора. На эти доводы Сократ ответил, что и сам понимает реальное положение вещей, но внутренний голос «даймоний» считает, что ему пора умереть.
Эпиген — молодой ученик Сократа, о котором практически ничего не известно, кроме внешних данных — слабого телосложения.
Эсхин — преданный ученик, готовый подарить Сократу «самого себя». Считается одним из основоположников жанра сократического диалога. На момент написания «Федона» Платон не только был знаком с трудами Эсхина, но и развил некоторые из его идей в своих произведениях.

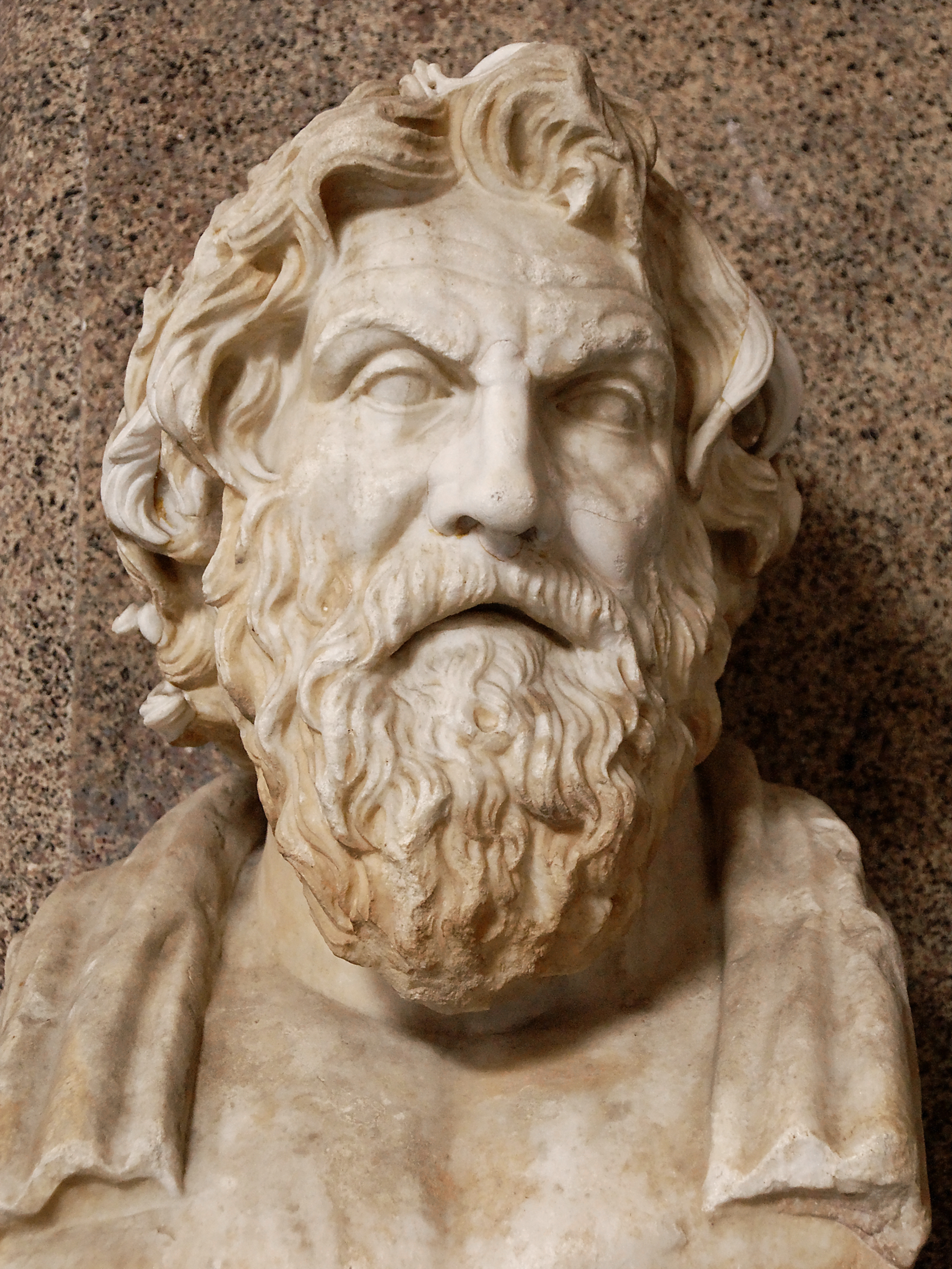
Бюст Антисфена. Римская копия с греческого оригинала. Музей Пио-Кристиано, Ватикан

Антисфен — один из наиболее преданных учеников Сократа, по мнению ряда учёных, основатель философской школы кинизма. По преданию, Антисфен ежедневно проходил около 8 км из Пирея в Афины, чтобы послушать учителя. Во всём корпусе сочинений Платона Антисфен по имени упомянут лишь один раз в диалоге «Федон». Это связано с неприязненными отношениями между двумя философами. В своих сочинениях они неоднократно критикуют друг друга, в том числе с использованием оскорбительных эпитетов.
Двоюродные братья и, возможно, дальние родственники Сократа Ктесипп и Менексен. Их имена несколько раз встречаются в сократических диалогах Платона и других античных философов.
Сам Платон не смог в этот день проститься с Сократом. В диалоге он объясняет своё отсутствие болезнью.
Симмий и Кебет — молодые ученики Сократа из Фив. В диалоге основные собеседники Сократа.
Федонд — персонаж о котором практически ничего не известно, за исключением происхождения из Фив и того, что он примкнул к Сократу «чтобы стать благородным и хорошо исполнять свои обязанности по отношению к дому и домашним, родным и друзьям, отечеству и согражданам».
Евклид из Мегары — один из первых учеников Сократа. Во время противостояния Афин и Мегары был вынужден тайком пробираться по ночам в город, чтобы пообщаться с учителем. После смерти Сократа стал основателем мегарской философской школы. Сумел уловить наиболее слабое место в методе познания Сократа рассуждении по аналогии. Положил начало изучению логики высказываний.
Терпсион — друг Евклида. Является одним из собеседников Сократа в диалоге Платона «Теэтет». Об этом персонаже практически ничего не известно.
Согласно Платону Аристипп с Клеомбротом отсутствовали, так как были на Эгине. Деметрий Магнесийский (I век до н. э.) считал, что данные строки свидетельствуют о вражде между философами. Эгина расположена неподалёку от Афин, от решения суда до казни прошёл месяц. Соответственно отсутствие Аристиппа и Клеомброта должно свидетельствовать об их безразличии к Сократу. Деметрий подчеркнул, что основоположник гедонизма Аристипп задержался на Эгине, так как не пожелал пропустить некий пир. В целом, несмотря на разницу в несколько столетий, Деметрий чётко уловил упрёк Платона в сторону своих коллег.
В начале диалога, когда ученики зашли к Сократу, то рядом с ним сидела Ксантиппа с ребёнком. Сократ попросил отвести жену домой. Перед тем как Сократ выпил чашу с ядом к нему пустили попрощаться родственников.

## Интерпретация и философское содержание

### Запрет на самоубийство
Сократ говорит ученикам, что хоть философы готовы к смерти, они не должны кончать жизнь самоубийством. В сочинениях Платона добровольный уход из жизни, кроме «Федона», также обсуждается в диалоге «Законы» (873c—d). Тема самоубийства связана с общим повествованием о судьбе души после смерти. Сократ, в изложении Платона, приводит два аргумента недопустимости самовольного ухода из жизни. Первый предполагает, что люди, как часть божественного достояния находятся «как бы под стражей и не следует ни избавляться от неё своими силами, ни бежать». Единственный способ освободиться от оков различных страстей и пороков — очищение разума через занятия философией. Самоубийство будет либо самонадеянностью, ложной уверенностью в том, что очищение завершено и человек получил право покинуть мир, либо проявлением слабости, признанием победы страстей. Второй аргумент также связан с пониманием человека собственностью богов. Соответственно самовольный уход из жизни, пока боги не лишат жизни, или каким-нибудь образом не принудят к этому, разгневает высшие силы. Изложенные в «Федоне» мысли могли быть услышаны Платоном как от Сократа, так и от орфиков с пифагорейцами.

### Представление о душе
В сочинениях Платона отсутствует определение души и её структуры. Представления о ней изменяются в разных диалогах. На раннем этапе творчества душа, как «сокровенное Я», отождествлялось Платоном с сократовской рациональной др.-греч. ψυχή («псюхе»). В «Горгии» душа интерпретирована как «подлинное Я». В «Федоне» она приобретает свойства идеальной интеллектуальной составляющей. В «Федре» сущность души определяется через её творческую динамику. Постепенно Платон отходит от деления души на разумную и неразумную, полную страстей, части. В одном из последних сочинений «Тимей» душа несёт искру божественного.
Переселение душ — средство очищения, возможность вернуться в первоначальное блаженное состояние. Душа, в представлении Платона, одновременно отделена от тела и связана с ним. Душа способна при размышлении причащаться миру идей, познавать божественное, тем самым приобщаясь к иерархии высших сил. Одновременно побуждения тела «приземляют» душу, заставляют её наполняться несвойственными для неё желаниями. Переселение душ в тела животных носит карательный характер, свидетельствует о греховной жизни. Истинное бессмертие с приобщением к божественному миру истины достижимо лишь для тех, кто сможет отделить душу от тела. Тело своими желаниями и потребностями удерживает душу, не даёт ей освободиться.
В «Федоне» стоящий на пороге смерти утешает тех, кто остаётся в живых. Он доказывает, что смерти бояться нечего, так как она не является концом существования души. Смерть представляет лишь отделение от тела души, которая не имеет частей и безвидна. Погибнуть она не может по определению, она может лишь страдать, если при жизни не смогла отделить себя от тела.

### Доказательство бессмертия души от припоминания
В отличие от других идей так называемое «доказательство от припоминания» бессмертия вводит в диалог не Сократ, а Кебет (7За2-З). Позднее его корректирует Симмий, с чем соглашается Кебет, что анамнесис свидетельствует о предшествующем рождению существованию души, но никак не о её бессмертии (77 Ь—c) Сократ говорит, что искал первоначало всего сущего в трудах Анаксагора. Идея о некоем «космическом Разуме» его разочаровала. После он решил, что надо прибегнуть к отвлечённым понятиям. Именно в них, по его мнению, и заключается истинность бытия. Сократ пришёл к выводу, что существует «прекрасное само по себе», «доброе само по себе» и т. д. Если что-либо прекрасно, то только потому, что оно неким образом причастно к «прекрасному самому по себе». В отличие от понятий, которые можно осязать, постичь органами чувств, эти понятия-идеи познаются путём размышления без привлечения зрения и слуха.
Знание полученное в размышлении, по словам Кебета, есть не что иное как «припоминание» того, что душа знала до появления человека на свет. В таком случае познание будет восстановлением утраченных знаний. Если принять вышеизложенные тезисы верными, то необходимо признать существование разумной души до рождения. Слабым моментом тезиса является отсутствие новых знаний в познаваемом. Если процесс познания представляет собой припоминание забытого из прошлых жизней, то остаётся открытым вопрос каким образом душа может получить новые, неведомые ей до этого, знания. Происходит подмена понятий «познание» и «припоминание». В действительности «познание», в понимании процесса приобретения новых знаний об особенностях окружающего мира, и «припоминание» в диалоге «Федон» представляют собой разные по сути концепции. «Припоминание» не зависит от органов чувств тела, является следствием размышлений и приобщает душу к «миру идей». Тело только мешает душе тем, что влечёт её к изменяющимся вещам, в результате чего «от соприкосновения с ними душа сбивается с пути, блуждает, испытывает замешательство и теряет равновесие, точно пьяная».
Сократ пытается доказать, что душа существовала до рождения. Он считает, что человек должен ещё до рождения знать о «равном самом по себе». Одновременно истинным считается утверждение, что «видеть, слышать и вообще чувствовать мы начинаем с того самого мига, как родились на свет». Соответственно душа обладает разумом до вселения в тело. Вопрос о том, когда происходит соединение души и тела, остаётся открытым, однако, по этой логике, одушевление происходит ещё на этапе эмбриогенеза. В данной концепции зародыш будет гносеологическим субъектом.

### Душа как идея жизни, противоположная смерти
что должно появиться в теле, чтобы
оно было живым?
— Душа, — сказал Кебет.
— И так бывает всегда?
— А как может быть иначе?
— Значит, чем бы душа ни овладела, она всегда привносит в это жизнь?
— Да, верно.
— А есть ли что-нибудь противоположное жизни или нет?
— Есть.
— Что же это?
— Смерть.
— Но — в этом мы уже согласились — душа никогда не примет противоположного тому, что всегда привносит сама?
— Без всякого сомнения! — отвечал Кебет.
[...]
— Прекрасно. А то, что не примет смерти, как мы назовём?
— Бессмертным.
— Но ведь душа не принимает смерти?
— Нет.
— Значит, душа бессмертна?
— Бессмертна, — сказал Кебет.
— Прекрасно. Будем считать, что это доказано? Или как
по-твоему?
Сократ утверждает, что душа есть неотъемлемая составляющая жизни, противоположная смерти. Он приводит пример огня. Когда на его пути возникает холод (снег), то огонь должен либо отступить, либо погибнуть, так как сталкивается с противоположной и несовместимой идеей. Точно так же душа несовместима со смертью. В тот момент, когда тело умирает, душа должна отступить, то есть покинуть свою телесную оболочку, так как умереть она не может по определению, будучи противоположностью смерти.
После развоплощения душа в сопровождении проводника-даймона отправляется в Аид, где получает то, что заслужила при земной жизни. Затем, в силу первого аргумента о бессмертии, она вновь воплощается в том или ином, сообразно предыдущим заслугам, теле. В этом последнем аргументе в пользу бессмертия души Платону следует доказать, что предложенная им модель несовместимых идей универсальна. Если бы он ограничился минималистским подходом — противопоставлением огня и души, то столкнулся бы с возражением о несопоставимом сравнении конкретных объектов материального и нематериального мира. В связи с этим Платон пытается распространить принцип несовместимости противоположных идей не только на физические явления, но и на математические (чётные и нечётные числа), а также биологические (здоровье и болезнь). Платон, как бы в ожидании возражения о несопоставимости души с другими формами бытия, приводит множество примеров отстаиваемой им концепции, чтобы доказать её всеобщий характер.
Точкой опоры, на которой держится вся данная аргументация, является теория идей. Сократ утверждает, что красивым вещь или человека делает не цвет или форма, а причастность идее красоты. Точно так же, как огонь — носитель идеи тепла, душа — носитель идеи жизни. Контраргумент к этому утверждению, причём основанный на аргументации Платона, предложил ученик Аристотеля Стратон из Лампсака. В вольном переводе он звучит как «если огонь неохлаждаем до тех пор, пока он существует, то, может, и душа бессмертна лишь до того момента, пока она существует?» Платон, как бы предвидя данный контраргумент, подчёркивает, что душа как носитель жизни по определению не может быть «мёртвой душой». Простое и неделимое, к чему относится душа, не может погибнуть, в отличие от составного и подверженного разложению. Профессор Д. Седли признаёт аргументацию Платона логически непротиворечивой и верной. При исходно заложенных предпосылках о природе души она действительно не может умереть. Однако данный факт ещё не означает, что душа существует, а не является вымышленным объектом. Образно говоря, вымышленный персонаж Джеймс Бонд, хоть и не существует в реальности, всё равно не может быть «женатым холостяком», так как это предполагает обладание двумя противоречивыми свойствами.

### Губительное влияние на душу телесных удовольствий
Уже во вступительной части Сократ, с которого только сняли оковы, рассуждает о прочной связи удовольствия и боли. Если в начале он говорит о частном примере — удовольствии, которое он испытал после избавления от оков, то последующие рассуждения касаются общих понятий. За телесные удовольствия при жизни человеку приходится платить «болью души» после смерти. Телесные удовольствия в данном контексте воспринимаются губительным началом для души.
Как было указано выше, тело, согласно Платону, является негативной предпосылкой «припоминания». Оно, припоминание, в свою очередь, предполагает не только «познание», но и практику души. Философу необходимо избегать соблазнов и искушений, которые возникают от потребностей тела. Когда человек в результате длительных упражнений достигнет соответствующего состояния, перед его душой откроется мир чистых идей. Душа станет собранной в себе сущностью, которая не подвержена порче. В противном случае, прикованная к потребностям тела, душа будет не в состоянии покинуть видимый мир. В виде призрака она после смерти начнёт скитаться среди могил и надгробий.
Философия, в её поиске истины, освобождает душу от общения с телом. Отказ от телесных наслаждений предполагает подготовку души к смерти.

## Пифагореизм

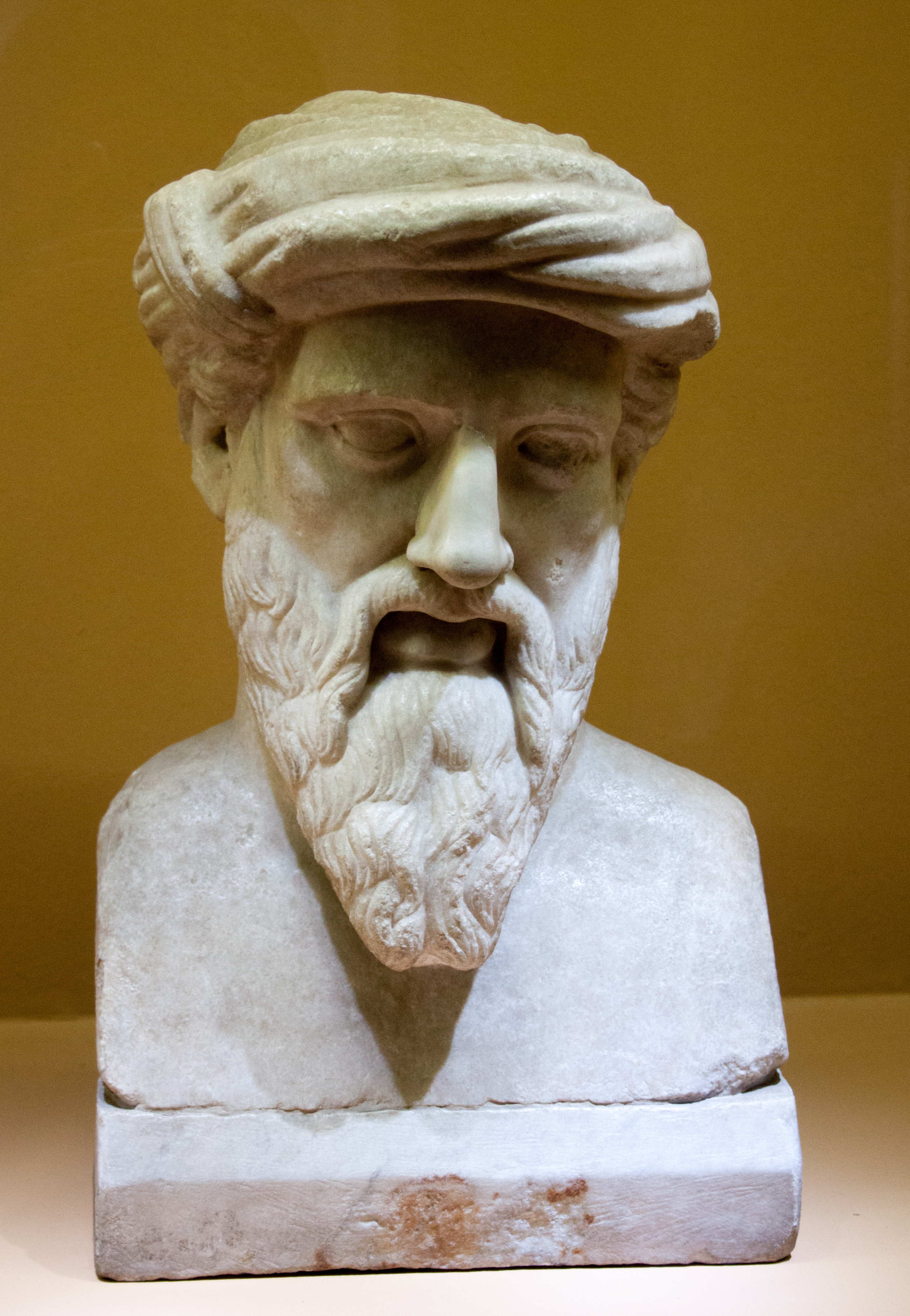
Диалог «Федон» проникнут идеями пифагореизма
Бюст Пифагора в Капитолийском музее, Рим. Римская копия греческого оригинала II—I веков до н. э.

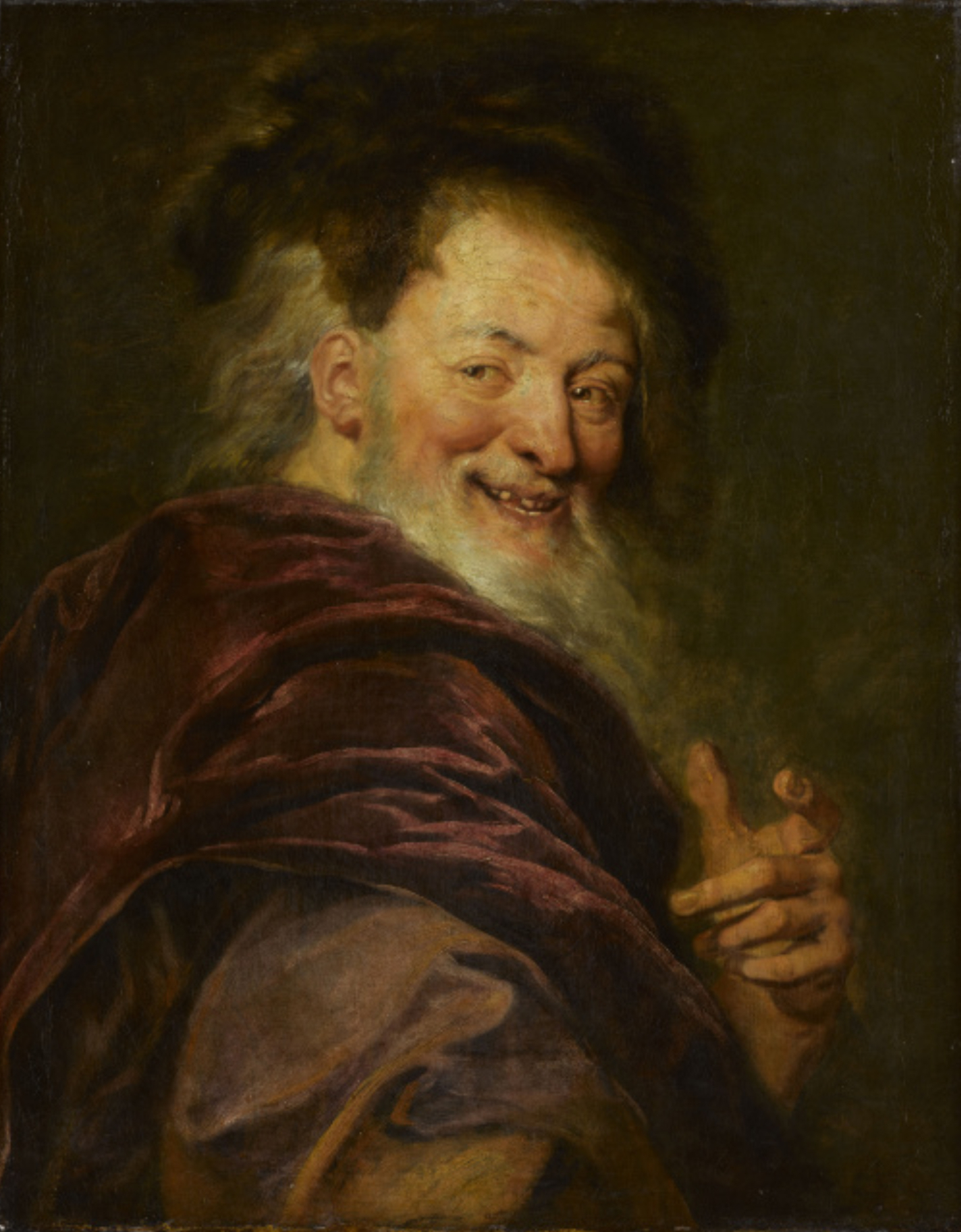
В диалоге «Федон» П. Г. Наторп насчитал девять неатрибутированных выдержек из сочинений Демокрита
Картина «Демокрит» А. Куапеля 1692 года в Лувре

Диалог «Федон» проникнут идеями пифагореизма. Это философское движение было названо в честь полулегендарного философа Пифагора. Общество последователей его учения распространилось по всей Элладе. Оно носило полузакрытый характер. Их идеи и научные достижения не были предназначены для широких масс. Платон, которого в том числе называют пифагорейцем, был хорошо знаком с учением пифагореизма. Он дружил со знаменитым пифагорейцем и государственным деятелем Архитом Тарентским. Они познакомились в 388/387 году до н. э., когда Платон впервые посетил южную Италию и Сицилию. Как античные источники, так и современные антиковеды представляют взаимоотношения Платона и Архита дружескими. О степени влияния одного философа на другого существуют две противоположные точки зрения. По одной из них Платон обучался у Архита, перенял у него знании пифагорейской школы. Архит стал прототипом идеального царя-философа, которого описывал Платон в «Государстве». По второй версии Архит был учеником Платона и обязан ему своими успехами в Таренте. По просьбе Платона Дион Сиракузский выкупил у Филолая его трактаты, в которых были изложены основы пифагореизма. Тимон из Флиунта обвинял Платона в плагиате собственных идей из трудов пифагорейцев. Имя Филолая во всём корпусе платоновских сочинений встречается лишь один раз, а именно в «Федоне» при описании недопустимости самоубийства. Пифагореизм был не единственным учением, чьи выводы Платон без указания авторства использовал в своих диалогах. П. Г. Наторп выделил множество, в «Федоне» — девять, неатрибутированных выдержек из Демокрита в диалогах Платона.
Диалог начинается разговором Федона с членами флиунтского пифагорейского общества, которое представляет Эхекрат. Пифагорейцами представлены собеседники Сократа Симмий и Кебет. Сама аргументация тезиса о недопустимости самоубийств представлена как пересказ пифагорейского учения. Детали идей пифагореизма присутствуют в разговоре о посмертной судьбе души, метемпсихозе, пересказе мифа о строении загробного мира.
Центральную роль в речах Сократа играет пифагорейская идея самоочищения катарсиса. Очищение души от телесных желаний является необходимым условием для лёгкой посмертной судьбы. Путь катарсиса достижим через занятие философией. В этом диалог Платона если и не повторяет, то очень близок к идеям пифагорейцев. Набор совпадений характерных для пифагореизма представлений с платоновскими максимами включает презрение к телесным удовольствиям, аскетизм, веру в то, что истинный философ раньше или позже приобщится к жизни богов.
В одной из частей Сократ не только повторяет пифагорейский тезис о теле, как источнике всего дурного и помехе для занятия философией, но и преподносит его как убеждение «сообщества философов».

## Влияние и оценки
«Федон» считается одним из самых глубоких сочинений Платона, а также одним из его наиболее популярных и известных произведений. Влияние диалога на античную и современную культуру связано с несколькими факторами. К ним относятся как особенности литературных образов, так и философских проблем, поднимаемых в диалоге. В «Федоне» Сократ представлен невинной жертвой вопиющей ошибки правосудия, образцом отношения истинного философа к жизни и смерти. Кроме этого в произведении автор разбирает «вечные» философские вопросы, которые во все времена привлекали интерес человечества — бессмертие души, взаимоотношение души и тела, посмертная судьба души. Действие развивается в ожидании неизбежной казни, что создаёт постоянное ощущение драматизма.

### Античность

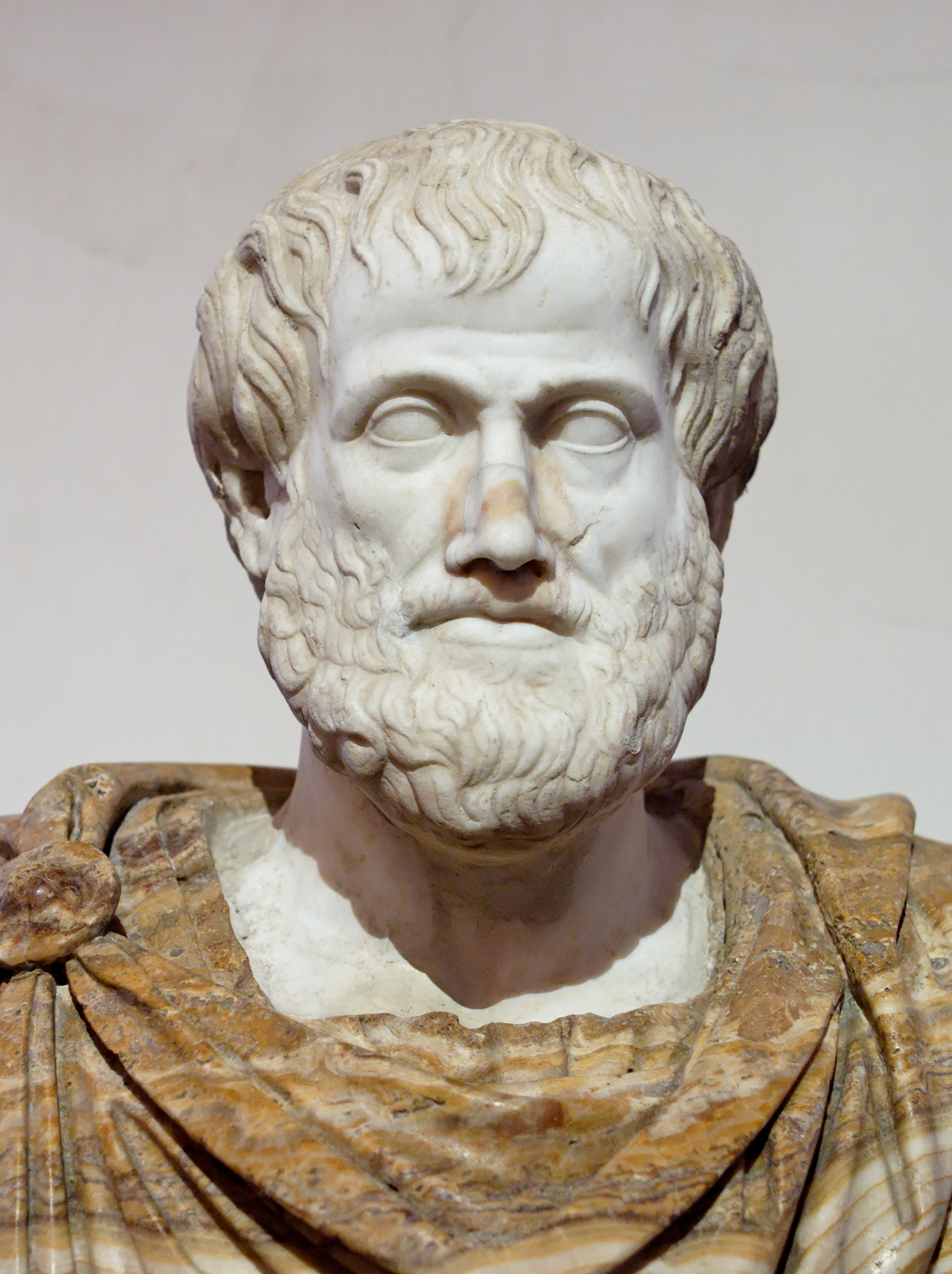
Аристотель четыре раза упоминал диалог «Федон» в своих сочинениях

Ученик Платона Аристотель четыре раза упоминает диалог «Федон» в своих сочинениях. В трактате «О возникновении и уничтожении» он сначала подытоживает идею Платона: «Одни, как Сократ в „Федоне“, полагали, что причина, достаточная для возникновения, — это природа идей. Ведь он, упрекнув остальных [философов] в том, что они ничего [по этому поводу] не говорят, высказал предположение, что одни из существующих [вещей] — это идеи, а другие — [вещи,] причастные идеям, и что про всякую [вещь] говорят, что она существует, когда она соответствует идее, а возникает, когда она [становится] сопричастна ей, и уничтожается, когда она утрачивает его, так что если это верно, думает он, то идеи необходимо должны быть причинами возникновения и уничтожения», а затем приводит опровержение. Ведь, если причиной возникновения является «идея», то как объяснить процессы постоянного и беспрерывного возникновения и разрушения? Более того у возникновения могут быть и другие причины. Так, в том случае, когда врач даёт здоровье, а учитель — знание, теряется причинно-следственная связь с идеями «здоровья» и «знания» самих по себе. В «Метафизике» Аристотель утверждает, что если эйдосы (идеи) являются причинами возникновения причастных им вещей, то должно быть нечто, что приводит их в движение. Одновременно возникают предметы, такие как дом или кольцо, для которых не существует причастных им эйдосов. Также Аристотель критикует платоновское описание геологии Аида, так как оно противоречит общим законам мироздания.
Диоген Лаэртский с отсылкой на Фаворина приводит связанный с диалогом «Федон» анекдот. Когда Платон читал своё произведение все слушатели, кроме Аристотеля, ушли не дождавшись завершения. Причина по которой они разошлись остаётся неясной и предполагает массу трактовок — от банальной скуки и неспособности уяснить смысл произведения до содержания в нём крамолы, которую не захотели слушать из протеста. Немецкий философ Т. Эберт предположил, что слушатели могли быть возмущены неверной передачей мыслей исторического Сократа, с которым многие из них были знакомы. Диоген Лаэртский ещё дважды упоминает трактат «О душе». Один — в качестве примера диалектического закона единства и борьбы противоположностей при описании первого аргумента бессмертия души; второй — при перечислении сочинений Платона.
Согласно Иоанну Филопону (около 490—570) Эпикур критиковал размышления Платона о том, что душа не есть гармония. Парадоксальность критики заключалась в том, что и сам Эпикур был согласен с основным выводом, однако считал приведённую в «Федоне» аргументацию в корне неверной.
Солнцу сказавши «прости», Клеомброт амбракиец внезапно
Кинулся вниз со стены прямо в Аид. Он не знал
Горя такого, что смерти желать бы его заставляло:
Только Платона прочёл он диалог о душе
В III веке до н. э. Каллимах Киренский написал эпиграмму на Клеомброта Амбракийского, который без всякой «бедственной причины» по прочтении «Федона» бросился со стены. Поступок Клеомброта, который покончил жизнь самоубийством после прочтения сочинения Платона, привлёк внимание как платоников, так и комментаторов его творчества. Указание на то, что прочтение диалога может побудить человека к самоубийству, имело несколько трактовок. В самом начале диалога Сократ рассуждает о недопустимости самоубийства. В таком случае поступок Каллимаха выглядит по меньшей мере глупым. Самоубийца не понял смысл произведения и под воздействием текста диалога поступил прямо противоположным образом. Другая трактовка предполагает антиплатонический характер эпиграммы. Идеи вечности душ и их переселения из одной оболочки в другую побудили некоего Клеомброта, без всякой видимой причины, не дожидаясь смерти от естественных причин, пуститься в «посмертное путешествие». В таком понимании «Федон» выглядит опасным и вредным сочинением. Цицерон на примере истории Клеомброта описал «опасность» диалога Платона в первой книге «Тускуланских бесед». Второй раз он упоминает Клеомброта в речи «В защиту Эмилия Скавра». Цицерон утверждал, что покончившая жизнь самоубийством жена Ариса была простой женщиной и Платона не читала. Соответственно вина за её смерть лежит на муже, который своим жестоким обращением довёл несчастную женщину до смерти. В том же ключе оценивали поступок, последовавшего за языческими идеями, Клеомброта ранние христианские святые Иероним Стридонский и Григорий Богослов. Блаженный Августин признаёт, что хоть Клеомброт и умер благородно, сам его поступок был неразумным, так как Платон прямо указывал на недопустимость самоубийства. Возможно, Августин таким образом пытался сгладить противоречия между неоплатонизмом, которым он увлекался в молодости, и христианством. В том же духе высказывались и другие неоплатоники, такие как Аммоний Саккас, Элий Александрийский и др.
У Цицерона содержится следующая оценка «Федона»: «Я читал её [книгу Платона], и не раз; но всегда как-то получается, что пока я читаю, то со всем соглашаюсь, а когда откладываю книгу и начинаю сам размышлять о бессмертии души, то всякое согласие улетучивается». Перед тем как покончить жить самоубийством видный древнеримский государственный деятель Марк Порций Катон Младший несколько раз перечитал данный трактат Платона.
В Римской империи диалог был достаточно широко известен. На него в той или иной форме ссылаются Филон Александрийский, Сенека, Эпиктет и другие писатели и философы. В одном из произведений писателя II века Лукиана Самосатского указано, что предсмертная беседа Сократа с учениками стала одним из самых популярных сюжетов у художников того времени.
Диалог «Федон» стал центральным сочинением философской мысли средних платоников. В частности сочинение упоминал и цитировал Плутарх. Свои комментарии и пояснения к «Федону» оставили философы II—III веков Аттик, Гарпократион из Аргоса, Альбин, Алкиной, Дионисий Кассий Лонгин, Демокрит и ещё несколько анонимных авторов. Во II веке н. э. диалог был переведён на латынь знаменитым писателем и философом-платоником Апулеем. Его труд, который высоко ценился ещё в поздней античности, не сохранился. Часто в своих сочинениях «Федона» упоминал основатель неоплатонизма Плотин. Один из его учеников Порфирий написал трактат «Против Боэтоса о душе», где опровергал критику платоновского диалога «Федон» некоего Боэтоса из Сидона.
В период поздней античности наиболее распространённым философским течением на территории Римской империи стал неоплатонизм. В этот период свои комментарии к диалогу Платона написали Ямвлих, Прокл Диадох, Дамаский, Олимпиодор Младший и другие философы того времени. Неоплатоников интересовал вопрос о том, прекращается ли когда-нибудь цикл переселения душ, имеет ли душа возможность обрести вечное блаженство среди богов.

### Христианское богословие

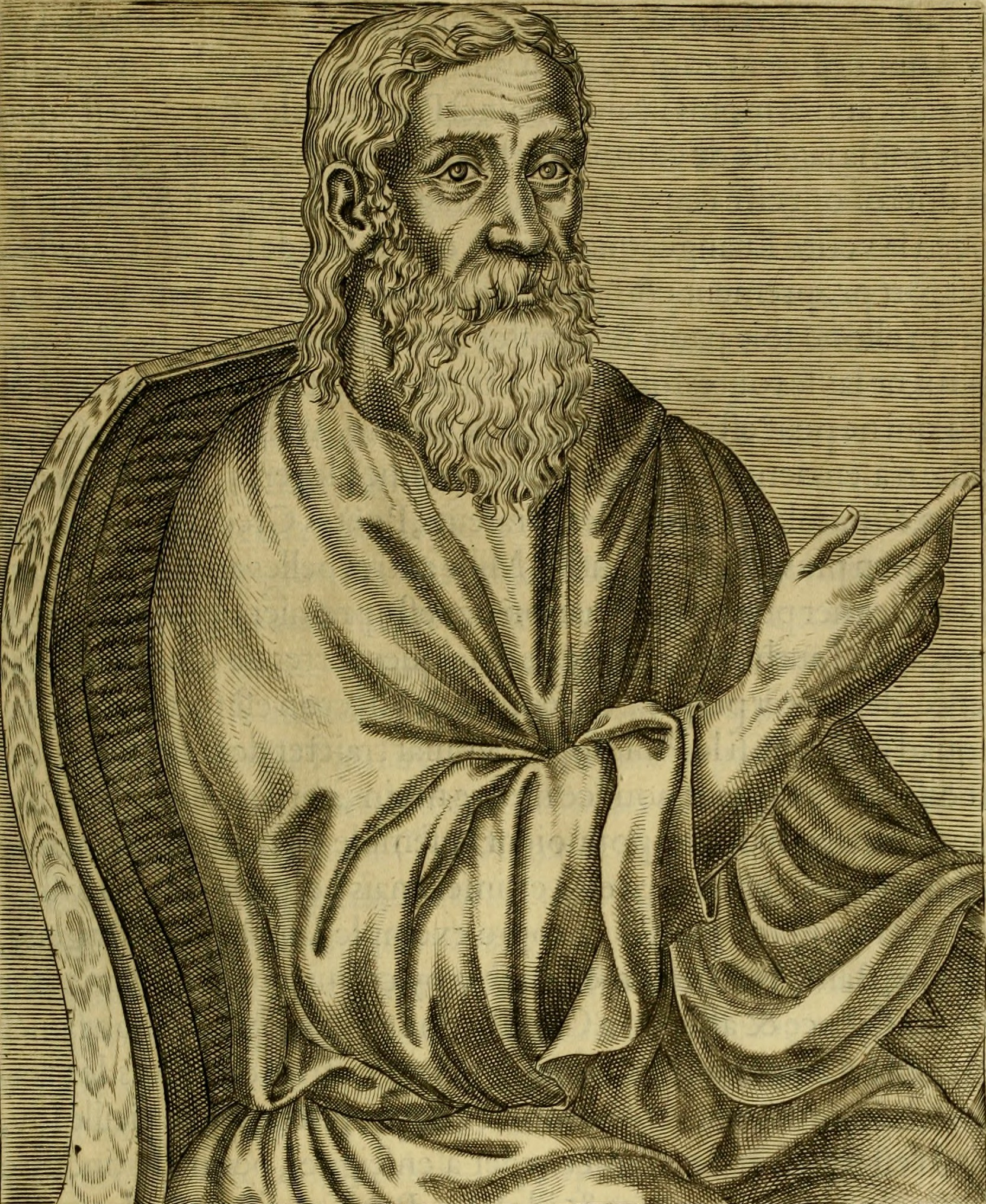
Христианский богослов Климент Александрийский считал, что Платон получил свои знания от предшественников христианства иудеев

Философские идеи высказанные Платоном в «Федоне» во многом близки к христианскому учению. В этом контексте даже существовал тезис о «плагиате Платона», который перенял все основные мысли из Ветхого Завета, подверг литературной обработке, а затем выдал за свои. Христианский апологет Климент Александрийский утверждал, что свои «истинные законы и представления» Платон получил от евреев. Своё мнение Климент подкрепляет утверждением Нумения о том, что Платон есть «Моисей, говорящий на аттическом наречии». Заимствования древнегреческого философа из Ветхого Завета видел и христианский философ и мученик Иустин.
Представления о плагиате Платона из Ветхого Завета, в отличие от пифагорейских текстов, выглядят весьма сомнительными. Древнееврейского языка он не знал, а первые переводы Танаха на древнегреческий появились после его смерти. Однако таким образом труды языческого философа получили легитимизацию среди христианских авторов. Постулат о том, что философ обязан стремиться к катарсису и очищению получил высокую оценку Отца Церкви Василия Великого в Беседе 22 «К юношам о том, как получать пользу из языческих сочинений».
Общими идеями, встречающимися как в христианстве, так и в платоновском диалоге, являются превосходство созерцания над рассуждением, бессмертие души, а также справедливое воздаяние ей после смерти, аскеза и отказ от телесных удовольствий. Тезис о предсуществовании души до рождения противоречит христианской доктрине и критиковался Григорием Богословом.
По мнению немецкого филолога-классика Э. Роде Платон заложил основы учения о бессмертии души. Он находит зародыш данных представлений в культе Диониса, которые прошли развитие в мистических учениях орфизма и пифагореизма, а затем были подытожены и выстроены в стройную концепцию Платоном. В Российской империи второй половины XIX — начале XX веков диалог «Федон» интерпретировали, как первый философский труд, в котором даны определение души как простой сущности и доказательства её бессмертия, что по сути предвосхитило христианское учение. В отсутствии злобы Сократа по отношению к приговорившим его на смерть афинянам Д. Лебедев увидел то «божественное слово», которое через три с половиной века сказал Иисус Христос: «любите врагов ваших, благословляйте проклинающих вас, благотворите ненавидящим вас и молитесь за обижающих вас и гонящих вас». Отречение от телесных удовольствий в пользу поиска истины для блаженной посмертной жизни напоминает евангельские заповеди.

### Новое время
С диалогом «Федон» связано появление одного из наиболее известных философских афоризмов: «Платон мне друг, но истина дороже». Согласно распространённому мнению он представляет парафраз фрагмента из трактата «Никомахова этика». Тем не менее современные учёные ставят под сомнение оригинальность высказывания Аристотелем. В нескольких диалогах Платона содержатся утверждения о недопустимости отождествления человека с истиной. Знакомая современникам каноническая формулировка фразы «Платон мне друг …» появляется только в Средние века. Её популярность и дальнейшее распространение во многом связаны с цитированием фразы в романе «Дон Кихот». Современные учёные считают, что наиболее вероятным, но не единственным, претендентом авторства заложенной в афоризме мысли является диалог «Федон». В нём содержатся следующие строки: «А вы послушайтесь меня и поменьше думайте о Сократе, но главным образом — об истине; и если решите, что я говорю верно, соглашайтесь, а если нет — возражайте, как только сможете».
Диалог высоко оценил Готфрид Вильгельм Лейбниц. В частности он высказал одобрение телеологическому подходу в утверждениях Сократа, идее анамнезиса.

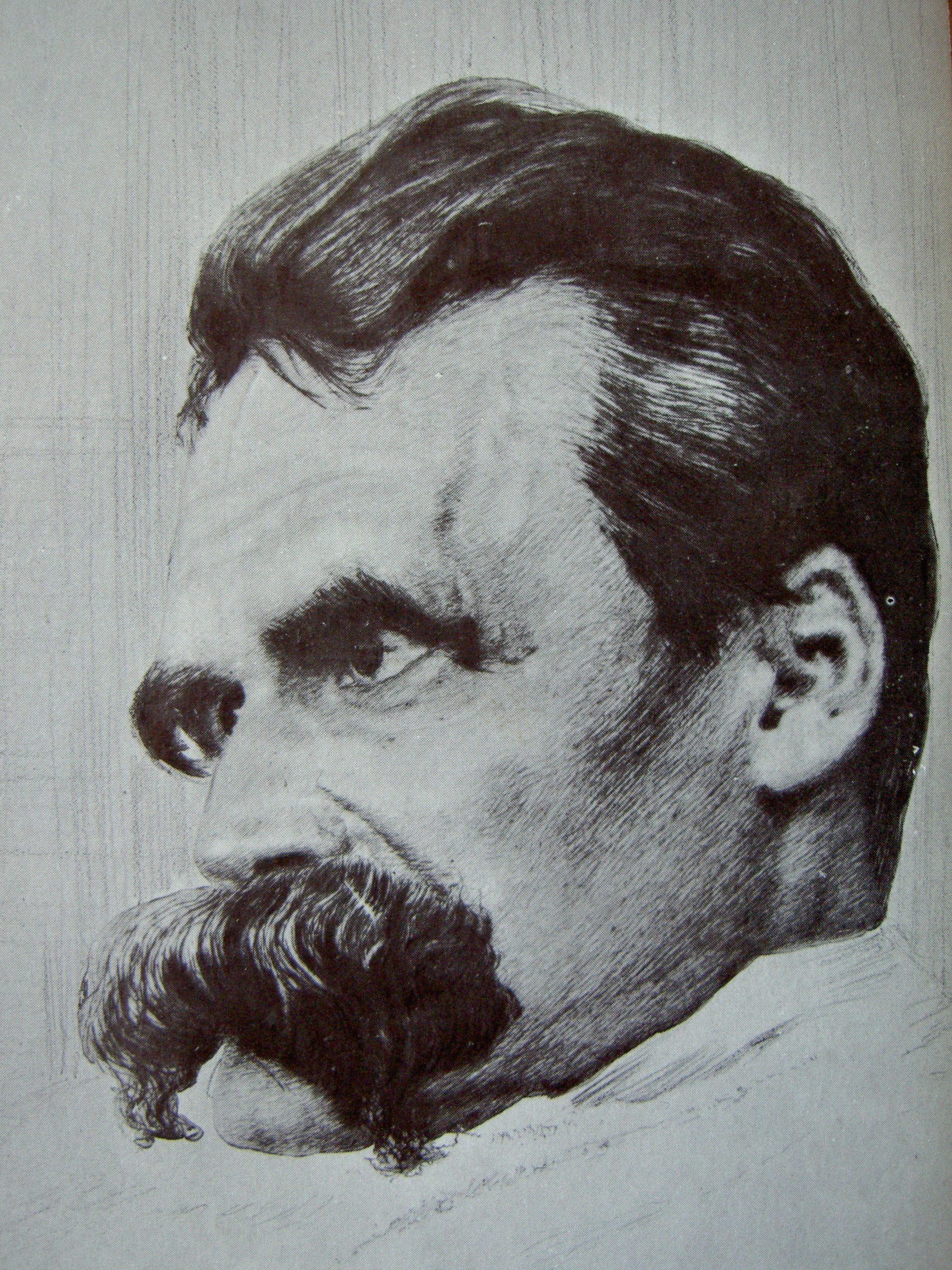
В последней фразе Сократа Фридрих Ницше увидел признаки вырождения и упадка древнегреческой цивилизации

В 1767 году Мозес Мендельсон опубликовал свою наиболее известную работу — «Федон, или О бессмертии души» (нем. Phädon, oder über die Unsterblichkeit der Seele). В ней он частично перевёл оригинальный текст Платона на немецкий, дополнив его своими выводами и утверждениями. В предисловии Мендельсон назвал свой труд чем-то средним между переводом и собственным оригинальным сочинением. Мендельсон посчитал необходимым сделать текст античного диалога более современным, посчитав ряд оригинальных утверждений поверхностными. Мендельсон рассуждал о человеке и его взаимосвязи с Богом, предложил собственные доказательства бессмертия человеческой души. Книга получила признание. Первое издание было полностью распродано за четыре месяца, и при жизни автора переиздавалось ещё десять раз. Она была переведена на голландский, английский, французский, датский, русский и иврит.
Книгу Мендельсона высоко оценил родоначальник немецкой классической философии Иммануил Кант. Он, хоть и отвергал приведённые доказательства о бессмертии души, использовал их в своём философском учении. Убеждение Канта в том, что суждения об этике должны основываться не на эмпирических принципах, а только на выводах чистого разума, во многом основано на тексте «Федона».
Немецкий философ Георг Вильгельм Фридрих Гегель подчёркивает, что изложенные в «Федоне» идеи являются в первую очередь платоновскими, а не сократовскими. Образ Сократа перед смертью придаёт его рассуждениям больше убедительности. Представления Платона далеки от примитивного представления о душе, как о некоей вещи. Сократ говорит о том, что тело является помехой для стремления к мудрости — главной цели в жизни философа. Истинное познаётся лишь при отдалении души от тела. Абсолютные «чистые» идеи, как справедливое, доброе и др., человек способен постичь лишь душой, а не телом. В этих утверждениях Гегель видит представление о душе не как о вещественном, а как о «всеобщем» субстрате. Также он видел доказательство бессмертия в «простом» несоставном характере души. Сложные многокомпонентные предметы подвержены разложению, в то время как простые, по определению, не могут распасться и рассеяться. Такие простые сущности как «красота» и «добро» не могут измениться. Сущности, в которых они присутствуют, изменчивы. Душа, которая существует в мысли должна быть «простой» и неуничтожимой сущностью.
В последней фразе Сократа из диалога «Федон», о необходимости принести в жертву богу медицины Асклепию петуха, немецкий философ Ф. Ницше увидел признаки вырождения и упадка греческой культуры. Сократ воспринимает смерть как выздоровление, освобождение от земных оков. Характерная для Древней Греции любовь к жизни с появлением Сократа и Платона, по мнению Ницше, сменилась её отрицанием.

## В изобразительном искусстве
Одним из наиболее известных произведений в жанре неоклассицизма является картина «Смерть Сократа» Жака Луи Давида 1787 года, которую художник создал на основе платоновского «Федона». Картина была заказана Давиду в начале 1786 года его близким знакомым, советником парижского парламента Шарлем Мишелем Трюденом де ла Саблером. Перед созданием картины Давид консультировался у антиковеда Ж. Ф. Ардри (фр. Jean Félicissme Ardry) в поисках наиболее оптимальных решений не только при изображении основного сюжета, но и деталей одежды, мебели и самой обстановки. На полотне запечатлён момент из заключительной части «Федона», когда Сократ берёт из рук тюремного прислужника чашу с ядом. Среди присутствующих на картине лиц возможно идентифицировать следующих персонажей из «Федона»: Симмий и Кебет стоят по левую руку от Сократа, чуть сзади; рыдающий Аполлодор прислонился к арке; перед Сократом сидит Критон; на заднем плане темницу покидают родственники Сократа, которых согласно тексту диалога, отправили домой, чтобы те не видели смерти любимого ими человека. В одной детали, что отдельно подчёркивают искусствоведы, Давид существенно отошёл от исторической основы события и текста диалога. В ногах у Сократа сидит Платон, который не присутствовал при его смерти. В 399 году до н. э. Платону было около 28 лет, в то время как на картине он изображён глубоким стариком. Изображение молодого мужчины меньше всего соответствует образу мудреца и великого философа Платона. Пойти на такую вольность, поместив на картину автора, дошедшего до наших дней, сюжета смерти Сократа, Давида уговорил консультант Ж. Ф. Ардри.
Описанный в «Федоне» сюжет смерти Сократа также разрабатывали в XVIII веке художники Жак Филипп Жозеф де Сен-Кантен, Жан-Баптист Ализар, Жан-Франсуа-Пьер Пейрон, Даниель Ходовецкий, знаменитый итальянский скульптор Антонио Канова.

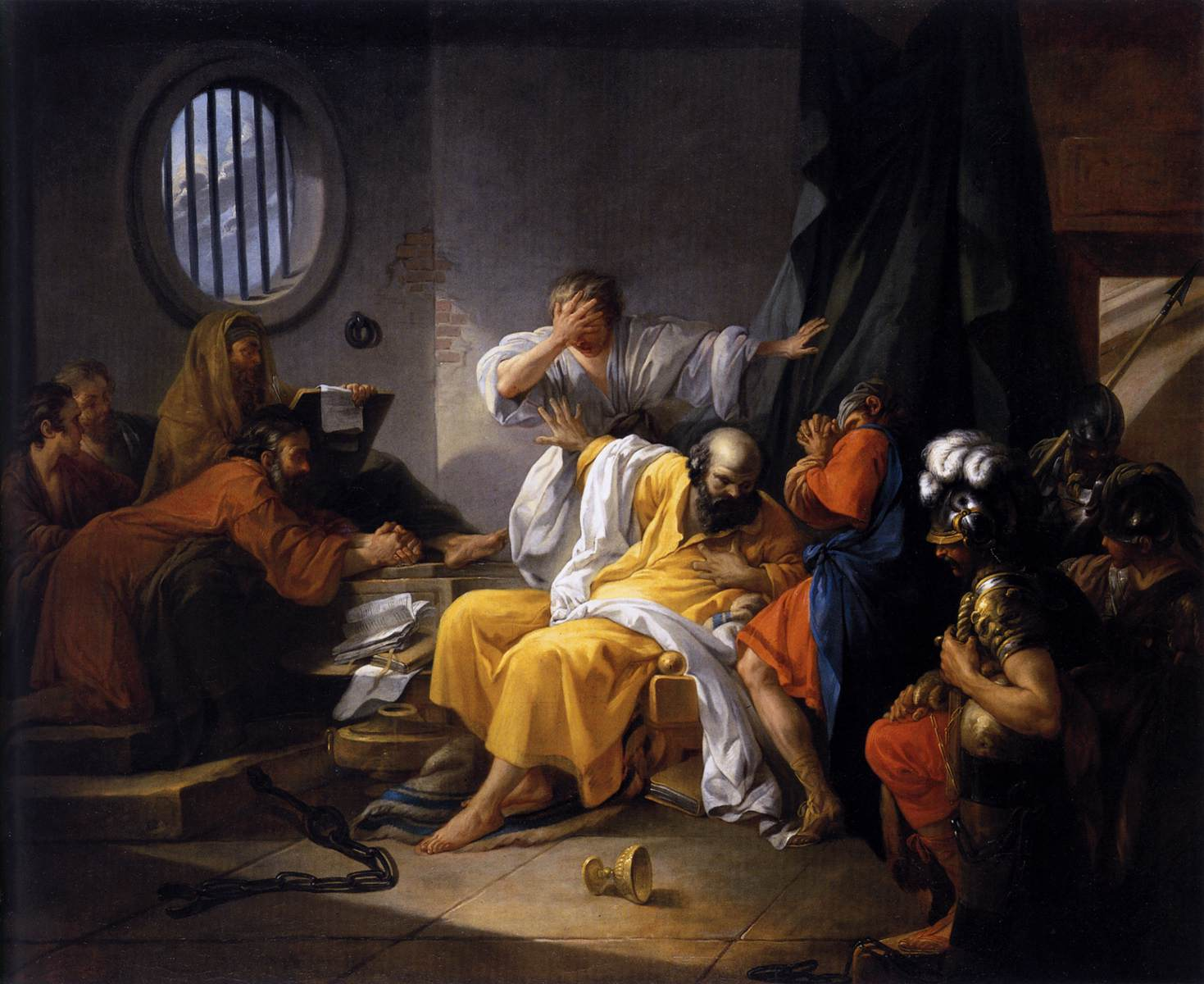
«Смерть Сократа» Жак Филипп Жозеф де Сен-Кантен, 1762 год. Школа изящных искусств, Париж, Франция
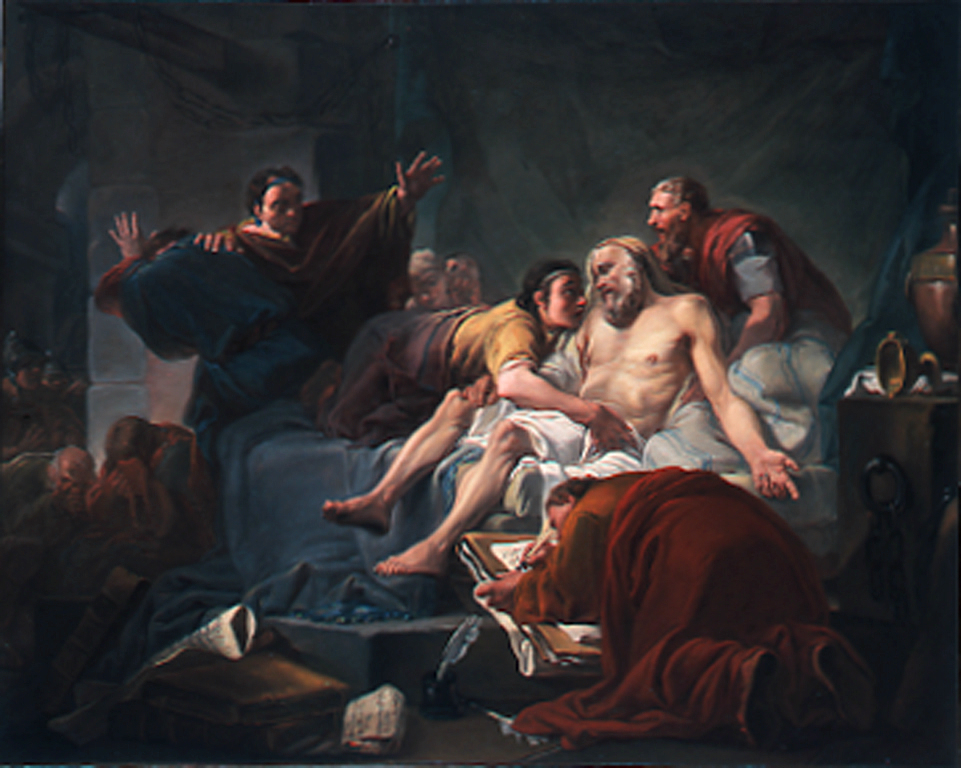
«Смерть Сократа» Жан-Баптист Ализар[фр.], 1762 год. Школа изящных искусств, Париж, Франция
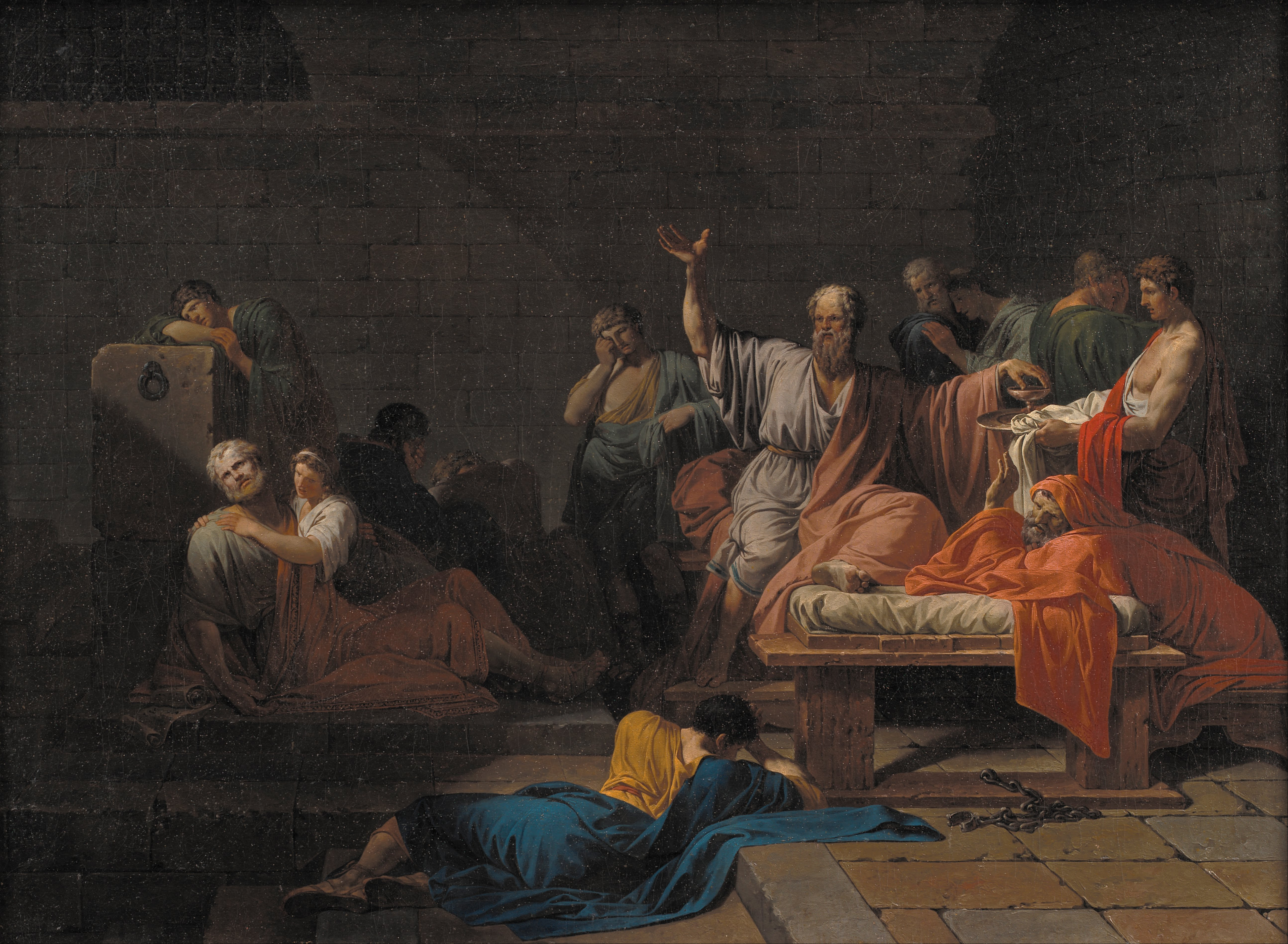
«Смерть Сократа» Жан-Франсуа-Пьер Пейрон, 1786—1787 годы. Государственный музей искусств, Копенгаген, Дания
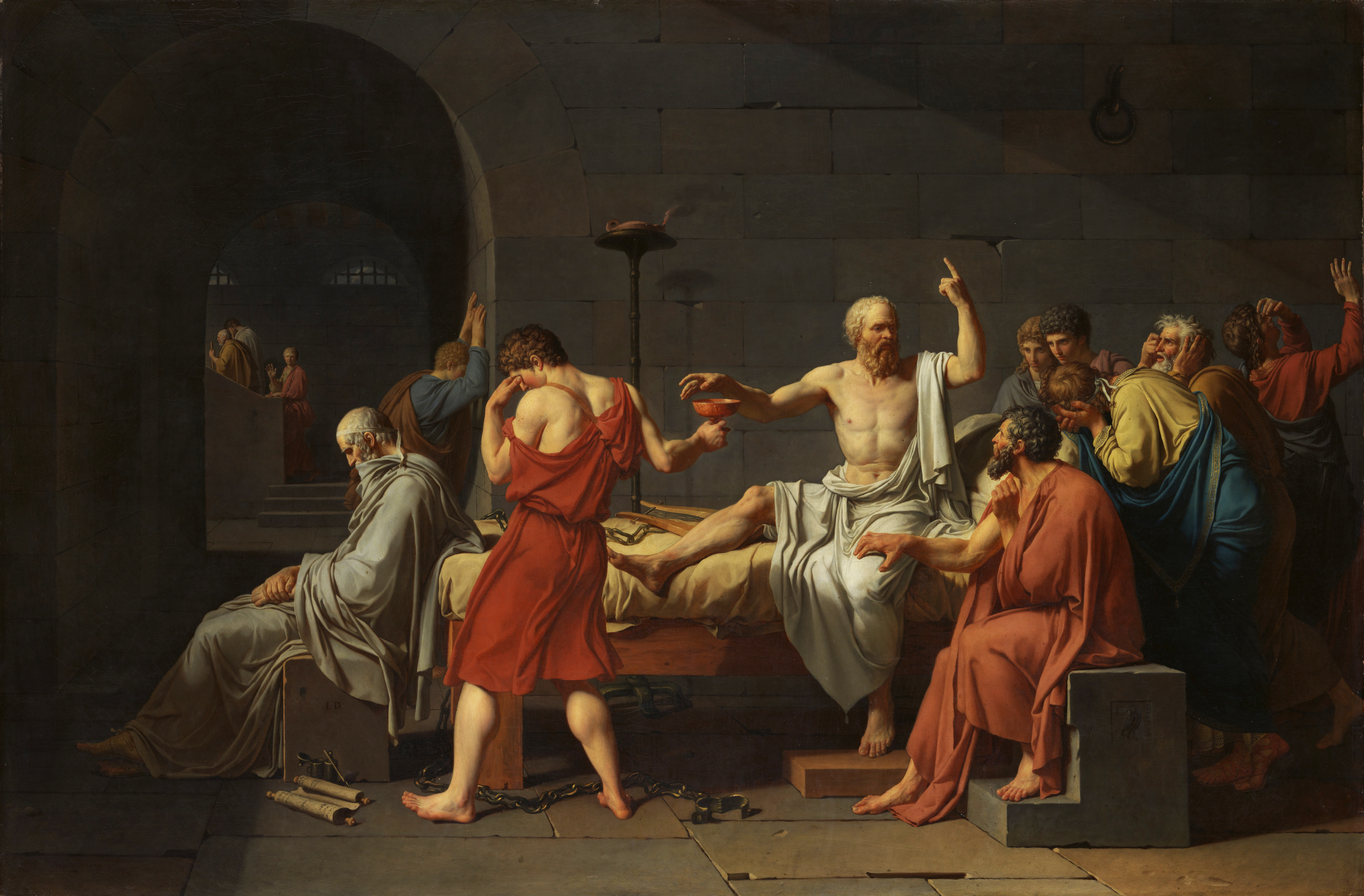
«Смерть Сократа» Жак Луи Давид, 1787 год. Метрополитен-музей, Нью-Йорк, США
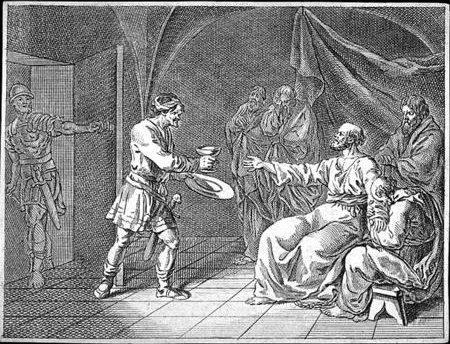
Гравюра «Смерть Сократа» Д. Ходовецкого (1726—1801)
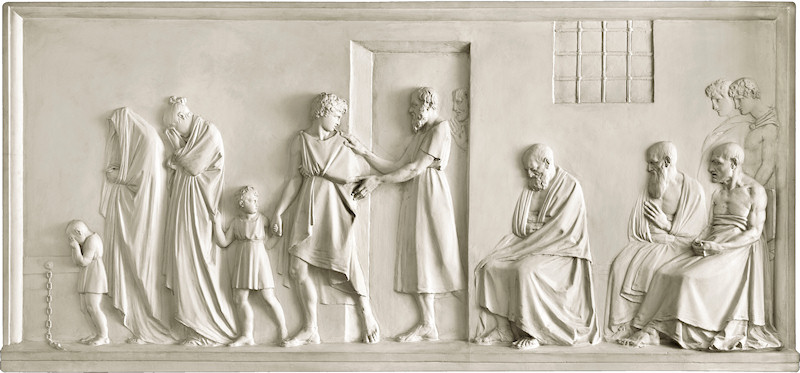
Барельеф «Сократ прощается с семьёй» А. Канова (1787—1790). Галерея на площади Скала, Милан, Италия
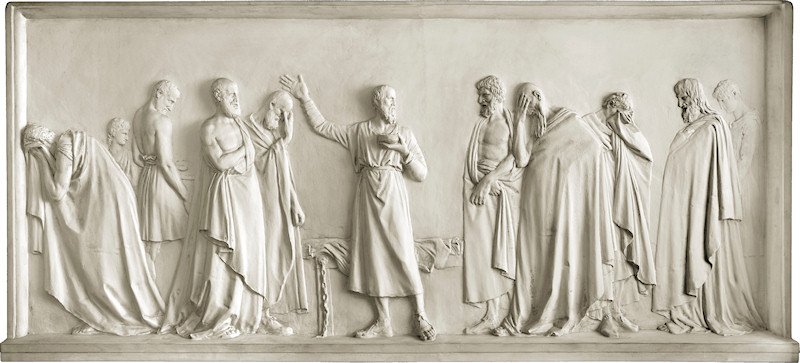
Барельеф «Сократ принимает яд» А. Канова (1787—1790). Галерея на площади Скала, Милан, Италия
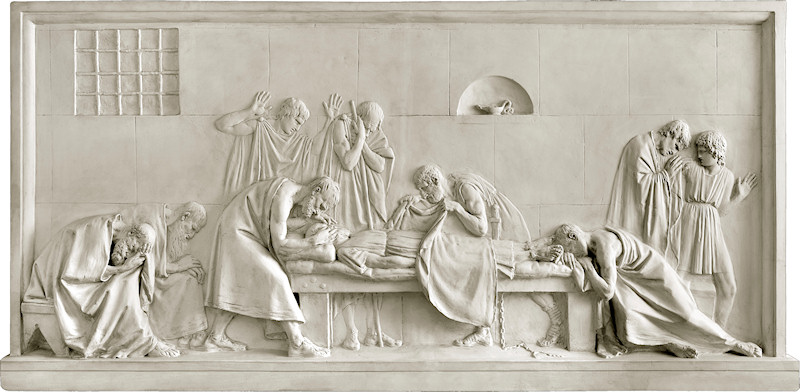
Барельеф «Критон закрывает глаза Сократу» А. Канова (1790—1792). Галерея на площади Скала, Милан, Италия

## Переводы и публикации
В XI веке «Федона» перевёл на армянский язык Григор Магистрос.
В XII веке диалог перевёл на латынь архидьякон из Катании Генрих Аристипп. Текст дошёл до наших дней в нескольких рукописях позднего Средневековья. Выполненный им перевод дословный и грешит плохим стилем. С этого времени платоновский диалог стали цитировать, а отдельные отрывки включать в сборники поучительных примеров и поговорок. В эпоху Ренессанса критика Колюччо Салютати латинского текста Аристиппа вдохновила Леонардо Бруни в 1404/1405 годах выполнить свой перевод, который он посвятил римскому папе Иннокентию VII. Его недостатком стал вольный характер. Л. Бруни не включил в свой перевод некоторые части первоначального текста. Следующий по времени перевод «Федона» на латынь выполнил в 1484 году Марсилио Фичино. В этом тексте были учтены и исправлены ошибки Л. Бруни.
Первое печатное издание диалога «Федон» было подготовлено учёным и одним из самых значительных филологов эпохи Возрождения М. Мусуросом в числе других сочинений Платона, а затем издано книгопечатником Альдом Мануцием в 1513 году в Венеции.
Впоследствии диалог неоднократно переиздавали в оригинале и переводах на различные языки, в том числе в составе серий Collection Budé и Loeb Classical Library.
Первое печатное издание сочинений Платона, включая диалог «Федон», на русском языке датировано 1777—1779 годами. Оно было осуществлено под руководством Н. И. Новикова в масонском журнале «Утренний свет». В журнальных статьях переводчик, имя которого неизвестно, постарался передать разговорную речь живым образом, избегая церковнославянских терминов. За первыми журнальными переводами последовало издание 1780-х годов переводов И. Сидоровского и М. Пахомова, которые изобиловали словами из церковнославянского языка. Академик РАН В. В. Иванов приводит фрагменты переводов одной из фраз диалога, которые дают понимание их особенностей: «Дражайший Федон, сам ли был ты у Сократа в то время, когда он принял яд или кто тебе об оном рассказывал» vs «Сам ли ты, Федон, обретался у Сократа в тот день, в который он выпил яд в темнице, или от другого кого о том слышал?»
В 1841—1842 году вышло двухтомное издание трудов Платона в переводе В. Н. Карпова. На это время приходится расцвет классической филологии, в связи с чем оригинальный текст подвергался тщательному филологическому анализу. Данный перевод, несмотря на устаревшую лексику, достаточно точно воспроизводит характер языка самого Платона. В предисловии к изданию Карпов писал, что, по его мнению, хороший перевод должен соответствовать двум основным требованиям: 1) мысль передана со всеми оттенками и нюансами, 2) сохранена чистота языка, на который переводится сочинение. Другой переводчик «Федона» С. А. Жебелёв считает текст Карпова неудобочитаемым: «Даже специалисту, знающему греческий язык, при чтении перевода Карпова, приходится нередко обращаться к подлиннику и лишь сверив с ним перевод, удаётся доискаться того, что именно хотел сказать или сказал Платон в том или ином случае. Язык, каким перевёл Карпов Платона, язык тяжёлый, местами запутанный, не говоря уже о том, что красота стиля подлинника в переводе не только не выражена, но даже и не почувствована».
Также в Российской империи были опубликованы переводы «Федона» А. С. Клеванова (1861), Д. Лебедева (1874) и Н. И. Виноградова (1891).
После издания текстов Платона под редакцией С. А. Жебелёва, Л. П. Карсавина и Э. Л. Радлова 1920-х годов новые переводы «Федона» не публиковали несколько десятилетий. В издательской политике периода СССР не поощрялось создание множества переводов. На центральном уровне принимали решение о создании собрания сочинений того или иного автора, которому предназначалась роль эталона. Недостаток такого подхода состоял в отсутствии возможности для читателя выбирать среди нескольких изданий наилучшее, необходимость зачастую довольствоваться откровенно слабыми текстами. В философских текстах это может привести к потере тех или иных нюансов смыслового содержания. В собрании сочинений Платона 1968 года, выполненный С. П. Маркишем, перевод «Федона», в отличие от других диалогов, специалисты признают удачным, лучшим среди русскоязычных изданий.